# Biró Péter (geodéta)
Biró Péter (Budapest, 1930. augusztus 8. –) Széchenyi-díjas magyar geodéta, egyetemi tanár, a Magyar Tudományos Akadémia rendes tagja. A fizikai geodézia és a geodéziai gravimetria, ezeken belül a Föld fizikai jellemzői ‒ legfőképpen nehézségi erőtere ‒ és a geodéziai helymeghatározások kapcsolatának neves kutatója. 1991 és 1994 között a Budapesti Műszaki Egyetem tudományos rektorhelyettese, 1994 és 1997 között rektora.

## Életpályája
1948-ban érettségizett, majd felvették a Budapesti Műszaki Egyetem Mérnöki Karára, ahol 1952-ben szerzett mérnök diplomát. 1961-ben szerezte meg egyetemi doktori címét. Diplomájának megszerzése után az egyetem geodéziai tanszékének oktatója lett. Kezdeti tanársegédi munkáját követően (miután megszerezte egyetemi doktori címét) a tanszék adjunktusává, majd 1967-ben docensévé nevezték ki. Oktatói munkája közben rövid ideig (1962–1963) a Budapesti Geodéziai és Térképészeti Vállalat háromszögelő mérnöke volt.
1969-ben távozott az egyetemről, amikor a Földmérési Intézet tudományos igazgatóhelyettesévé, illetve a tudományos kutatási főosztály vezetőjévé nevezték ki. 1971-ben tért vissza az egyetemre, ahol a Felsőgeodézia Tanszék vezetői tisztét vette át. 1976-ban egyetemi tanári kinevezést kapott. 1982-ben tanszékvezetői tisztsége mellett az egyetem Geodéziai Intézete igazgatója is lett, utóbbi pozícióját 1992-ig töltötte be. Előtte 1991-ben már az egyetem tudományos és általános  rektorhelyettesévé választották. Három évvel később a Budapesti Műszaki Egyetem rektora lett. 1994 és 1995 között a Magyar Rektori Konferencia elnöke, majd 1997-ig tagja  volt. Rektori tisztségét 1997-ig viselte (tanszékvezetői tisztségéből 1995-ben távozott). Ezt követően az egyetem habilitációs bizottságának és doktori tanácsának elnöke lett. 2000-től Professor Emeritus. 2006-2010 az Építőmérnöki Kar Habilitációs Bizottsága és Doktori Tanácsának tagja.
1965-ben védte meg a földtudományok kandidátusi, 1974-ben akadémiai doktori értekezését. 1981-ben az MTA Geodéziai Bizottságának elnöke lett. A bizottságot kilenc éven keresztül vezette. 1985-ben a Magyar Tudományos Akadémia levelező, 1990-ben rendes tagjává választották. Szintén 1990-ben választották az MTA Földtudományi Osztályának elnökhelyettesévé, (amivel egyben a MTA Nemzetközi Kapcsolatok Bizottságának tagja is lett), majd 1996-ban az MTA elnökségi tagjává (az MTA vezetésének 1999-ig volt tagja). 2006-2012 között a MTA Földtudományi Doktori Bizottságának, 2007-2012 között a MTA Bólyai Ösztöndíjbizottságának tagja.  1994 és 1997 között a Magyar Akkreditációs Bizottság alelnökeként is dolgozott, majd a háromtagú Felügyelő Bizottságának volt tagja 2006-ig.  1987-ben a Bajor Tudományos Akadémia Német Geodéziai Bizottsága levelező tagjává választotta. 1990-ben a Nemzetközi Geodéziai és Geofizikai Unió magyar nemzeti bizottságának elnöke és a Magyar Földmérési, Térképészeti és Távérzékelési Társaság társelnöke lett. Előbbi tisztségét 1994-ig, utóbbit pedig 1999-ig töltötte be.

## Munkássága
A BME Építőmérnöki Karán oktatott tantárgyai: Felsőgeodézia, Kozmikus geodézia, Dinamikai szatellitageodézia, Geofizika, Geodesy (az angol nyelvű képzésben).
Kutatói pályája során szinte teljes életműve a földi nehézségi erőtér időbeli változásai geodéziai hatásának kutatására összpontosul.
Kutatásai során először a magasságmeghatározások és a nehézségi erőtér időbeli változásainak összefüggéseit tárta fel a gyakorlati alkalmazásig terjedő részletességgel. Kutatási eredményeinek teljességét angol nyelvű könyvében foglalta össze.
Ezután kiterjesztette vizsgálatait a kéreg- (felszín) mozgások vízszintes összetevőire is, vagyis a teljes geodéziai helymeghatározás geodinamikai kapcsolatainak feltárására. Kutatásainak legszélesebb körű eredményeként (együttműködve külföldi kutatókkal is) teljes háromdimenziós megoldást sikerült kidolgozni a geodéziai, geodinamikai, kozmikus geodéziai valamint gravimetriai mérési eredmények együttes feldolgozására.
Kutatásainak legutóbbi időszakában a nehézségi erőtér matematikai leírásának és a geodéziai vonatkoztatási rendszereknek egyes elvi problémáival foglalkozott.
Életművével új, komplex földtudományi (földfizikai) szemléletet alapozott meg a geodéziai mozgásvizsgálatokban, eredményeik helyes fizikai értelmezésében.
Közel kilencven tudományos publikáció szerzője vagy társszerzője. Ebből számos geodéziai tárgyú könyv szerzője vagy szerkesztője. Munkáit magyar, angol és német nyelven adja közre.

## Díjai, elismerései
- Lázár deák-emlékérem (1978)
- Eötvös Loránd-díj (1994)
- A Karlsruhei Egyetem Szenátusának tiszteletbeli tagja (1996)
- Széchenyi-díj (1999)
- A földmérőmérnök képzésért emlékérem (1999)
- Fasching Antal-díj (2000)
- BME-emlékérem (2000)
- a Karlsruhei Egyetem díszdoktora (2002)

## Főbb publikációi
- A geodézia korszerű irányai (Homoródi Lajossal, 1966)
- A Föld alakja újabb kutatások tükrében (1970)
- Zur Anwendung der Stokesschen Formel für zeitliche Schwerenderungen (1981)
- Geodynamic Aspects of Repeated Geodetic Levelling and Gravity Observations (1981)
- Time Variation of Height and Gravity (1983)
- Felsőgeodézia (1985, 2000)
- A new approach into the solution of the three-dimensional geodetic-geodynamic boundary value problem, (társszerzők: B. Heck, N.C. Thong) (1986)
- Relative and true surface movements (N.C. Thonggal) (1987)
- A nehézségi erőtér időbeli változásának geodéziai hatása (1988)
- What is Grativy on Fact? Gravity, Gradiometry and Gravimetry (társszerző, 1990)
- On the Representation of the Earth’s Gravity Field (1993)
- Kozmikus geodéziai alapfogalmaink újragondolása (2002)
- Kozmikus geodézia I. (elektronikus jegyzet, 2003)
- Ideas to the use of the International Terrestrial Reference System (2003)
- A csillagászati geodézia helye a XXI. században 2004)
- ·A felsőgeodézia elmélete és gyakorlata (Ádám József, Tóth Gyula és Völgyesi Lajos társszerzőkkel) (2013)